# Pomnik Franza von Wincklera w Katowicach
Pomnik Franza von Wincklera w Katowicach – pomnik w Katowicach, w dawnym parku dworskim (późniejszy park Powstańców Śląskich). Zburzony najprawdopodobniej po II wojnie światowej.
Za katowickim pałacem Thiele-Wincklerów powstał w XIX wieku park dworski, w którym przed II wojną światową znajdowały się klasycystyczna Świątynia Dumania oraz pomnik ku czci Franza von Wincklera – jednego z inicjatorów przekształcenia wsi Katowice w miasto.
Pomnik wzniesiono w 1853 według projektu Theodora Kalidego. Powstał w pobliżu dzisiejszego pomnika Powstańców Śląskich, obok pałacu dworskiego. Przedstawiał antyczny w stylu kielich / puchar, umieszczony na czworokątnym ostrosłupie ściętym posiadającym medaliony z wizerunkiem Franza von Wincklera i datami urodzenia i śmierci, umiejscowionym na postumencie. Pomnik zniszczono na polecenie władz PPR lub PZPR po II wojnie światowej czyniąc damnatio memoriae dziedzictwa niemieckiego.
W 1868 córka Franza, Waleska von Tiele-Winckler, wspominała:

Nasz szacowny Pan Grundmann, który stracił w nim prawdziwego przyjaciela, postawił mu piękny pomnik w katowickim parku. Wykonał go wuj Theodor Kalide według popiersia [autorstwa Beyerhausa], do którego mój ojciec pozował czterokrotnie i które nie zostało ukończone. Wzrusza mnie pamięć o nim.